# And Baby Makes Five
Baby Makes Five is de tweeëntwintigste aflevering van het tweede seizoen van het tienerdrama Beverly Hills, 90210, die voor het eerst werd uitgezonden op 13 februari 1992. De titel geeft een referentie aan de film And Baby Makes Three (1949).

## Verhaal
Wanneer Kelly's moeder Jackie opbiecht dat ze zwanger is, zorgt dit door geheimhouding verwarring bij Kelly, Donna en David. Omdat Davids vader Mel rond dezelfde tijd een huwelijksaanzoek doet, denkt Jackie dat hij dit alleen doet omdat hij denkt dat ze zwanger is. Daarom maakt ze het uit. Het is aan Kelly en David om Jackie ervan te overtuigen dat Mel niet wist dat ze zwanger was toen hij een aanzoek wilde doen.
Ondertussen neemt Nat, Andrea en Steve mee naar een paardenracebaan om hier te gokken. Andrea selecteert de paarden op basis van naam en valt in de smaak bij Nat en Steve als al de geselecteerde paarden winnen. Het wordt echter moeilijk als ze niet meer weten wanneer ze moeten stoppen.
Terwijl dat alles kan Brenda het niet uitstaan dat Dylan niet wil zeggen wat de twee gaan doen op valentijnsdag en doet er alles aan om hierachter te komen.

## Rolverdeling
- Jason Priestley - Brandon Walsh
- Shannen Doherty - Brenda Walsh
- Jennie Garth - Kelly Taylor
- Ian Ziering - Steve Sanders
- Gabrielle Carteris - Andrea Zuckerman
- Luke Perry - Dylan McKay
- Brian Austin Green - David Silver
- Tori Spelling - Donna Martin
- Carol Potter - Cindy Walsh
- James Eckhouse - Jim Walsh
- Joe E. Tata - Nat Bussichio
- Ann Gillespie - Jackie Taylor
- Matthew Laurance - Mel Silver
- Ja'net DuBois - Arlene
- Billy Vera - Duke Weatherill